# José Antonio de Errázuriz Madariaga
José Antonio de Errázuriz Madariaga (Santiago de Chile el 14 de septiembre de 1747-ibídem, 29 de octubre de 1821) fue sacerdote, rector de la Real Universidad de San Felipe, vicario capitular, comisario del Santo Oficio, senador y presidente del Senado de Chile.

## Origen
Hijo de Francisco Javier Errázuriz Larraín y de María del Loreto Madariaga y Lecuna Jáuregui Carrera. Es el segundo de los hijos varones. José Antonio es el tercer hijo de sus padres. Sus hermanos fueron Francisco Javier, Domingo y Santiago Errázuriz Madariaga

## Estudios y vocación religiosa
En 1765, a los 18 años de edad ya se habla matriculado en el curso de Leyes de la Real Universidad de San Felipe, recibiendo su diploma de doctor en Leyes el 18 de abril de 1768 a los 21 años de edad. Es el mismo año que su hermano Francisco Javier de Errázuriz Madariaga, que fue el 26 de enero de 1768.

### Vocación religiosa
No sintiendo atracción por los afanes del comercio, ni tampoco por la vida pública, una vocación decidida le llevó a la Iglesia católica, a cuya institución ingresó recibiendo las órdenes de plesbitero en diciembre de 1770, previa dispensa episcopal por no tener aún la edad requerida (23 años). Ese mismo año el joven sacerdote fue designado Capellán del Convento del Carmen de San Rafael, fundado por su hermana María del Carmen y su esposo el Corregidor Zañartu, monasterio que podría considerar como de su familia, pues además, de sus dos sobrinas, Zañartu Errázuriz y de una cuñada de su hermano Francisco Javier, habían de ingresar también allí tres de sus hermanas y muchos otros parientes más lejanos.
José Antonio de Errázuriz tenía grandes aspiraciones y no le bastaban las sencillas labores del Convento del Carmen, ni podía satisfacerle la escasa renta de la capellanía fundada por su madre, que le correspondió disfrutar. A pesar de su extrema juventud se destacaba por su talento y mereció que tanto el Cabildo Eclesiástico, como el de la ciudad y hasta el propio Gobernador del Reino de Chile, recomendasen su persona al monarca para procurarle algún cargo de importancia. Sin aguardar la decisión de la Corte, el obispo de Santiago nombró al joven capellán, asesor del Cabildo y su procurador general. Fue designado juez de Diezmos, cargo que ejerció durante 14 años. Fue también promotor fiscal de la Curia y defensor general de Obras Pías.

### Cargos eclesiásticos
En el desempeño de estas labores, José Antonio dirigió a don José de Gálvez el 9 de diciembre de 1776, recién ascendido a Ministro del Rey de España, una interesante comunicación en la que se queja de la funesta costumbre que tienen los albaceas de no cumplir con los legados que personas piadosas dejan a instituciones y obras de beneficencia, y cita 700 casos, ocurridos en Santiago, en que se ha faltado al cumplimiento de esta obligación solicitando del Ministro una determinación al respecto. En el curso de ese mismo año, el Obispo Alday envió a Mendoza al diligente sacerdote a cargo de las monjas que fueron a fundar en aquella ciudad el Convento de la Enseñanza. José Antonio Errázuriz fue capellán de esa comunidad durante dos años, y en ese periodo fundó una casa para ejercicios espirituales. Muy satisfecho con la actuación de su delegado, el Obispo le designó a su regreso cura de la Iglesia de San Lázaro, parroquia donde practicó su ministerio con general aprobación de los feligreses y donde fundó de su propio peculio una escuela de primeras letras.
Habiéndose interesado por una canonjía doctoral cuando aún era cura de San Lázaro, José Antonio, obtuvo el primer grado en la propuesta y luego fue nombrado Canónigo de la Catedral, en 1786. El Gobernador de Chile, don Ambrosio de Benavides, le había recomendado al monarca en una nota en la que se expresa en estos términos: 

De buena calidad, Doctor, jurista y Abogado; fue opositor a la doctoral, actualmente vacante, y obtuvo el primer lugar en la propuesta por el meritó de su suficiencia y recomendable conducta virtuosa; es celoso del culto, dedicado a doctrinar su feligresía, manteniendo a su costa para los párvulos una escuela de primeras lenguas y alimentándola en lo espiritual con frecuente predicación y en lo temporal con limosnas a los pobres.[cita requerida]

Algunos años más tarde en 1793 el Obispo de Santiago, informando al Rey sobre los eclesiásticos más beneméritos de su diócesis, le dice: 

El Doctor don José Antonio Errázuriz, natural de esta ciudad y de familia distinguida tiene 48 años; es profesor de Jurisprudencia, Doctor de la misma Facultad y Abogado de esta Real Audiencia. Fue Capellán del Monasterio de Carmelitas de San Rafael y Cura Rector de San Lázaro de esta capital, de cuyo destino salió para la Canóniga doctoral a la cual se opusó y lo presentó Su Majestad, por el año pasado de 1787. Procede con juicio y arreglo [cita requerida]

Cuando el Obispo Morán ocupó el solió episcopal, se apresuró en confirmar a Errázuriz, en el cargo de Custodio de los Tesoros de la Catedral, que desempeñaba desde la muerte del Obispo Alday y en 1797, le nombró Director de la Casa de Ejercicios Espirituales para hombres. En 1798 lo designó Visitador General del Obispado de Santiago, y le dio el cargo de Examinador Sinodal, en 1799. Iniciado el turbulentó siglo XIX, Errázuriz fue nombrado Canónigo Tesorero de la Catedral en 1801 y Chantre de ese templo en 1804. En el desempeño de este cargo José Antonio, fue protagonista de enconadas discusiones que tuvieron lugar en el Cabildo Eclesiástico con José Santiago Rodríguez Zorrilla, originadas por divergencias de derecho Canónico, pero que los sucesos de la Independencia y el bando que cada cual apoyaba, enconaron en forma violentísima.

## Real Universidad de San Felipe
José Antonio de Errázuriz debía prestar también su valiosa cooperación a la Real Universidad de San Felipe. Esta le comisionó en 1784, para que ordenara y catalogase la importante Biblioteca que había sido confiscada a los Jesuitas y que por real orden pasó a poder de dicha institución. Errázuriz procedió a la recolección de los libros, ordenando sus volúmenes, en cuya tarea empleó cuatro años continuos. Conjuntamente con esta tarea, José Antonio, desempeñaba dos de las más importantes Cátedras de la Universidad la de institución y la de primeras de leyes.

### Rectoría
Fue rector de la universidad en los años 1796 y 1797. Sus eminentes servicios y su competente aptitud merecieron que fuese designado Rector de dicha Universidad, obteniendo 45 votos contra 20 que logró su contendor. Esta elección se efectuó con complacencia del real claustro, dicen las actas respectivas, siendo reelegido al año siguiente, por unanimidad y sin votación para un nuevo periodo. En su calidad de Rector, Errázuriz envió un interesante informe al Consejo de Indias sobre el estado de ese plantel y el programa de estudios. Más tarde dirigió al Rey otro erudito informe que termina solicitando que conceda a ese establecimiento inmunidad y privilegios similares a los que disfrutaban las Universidades de Salamanca, Bolonia, Valladolid y Alcalá de Henares, como las que últimamente se hablan otorgado a las de México y Lima. Pedía asimismo, que se creasen las nuevas cátedras, de sagradas escrituras, derecho real y anatomía.

## Vicario capitular, senador y comisario del Santo Oficio
Las riñas teológicas en el seno del Cabildo Eclesiástico habían de tomar un giro violento después de la muerte del obispo José Antonio Martínez de Aldunate, ocurrida el 8 de abril de 1811, con motivo del nombramiento de José Antonio como vicario capitular. El partido realista apoyaba la candidatura de José Santiago Rodríguez Zorrilla, y en cambio las filas patriotas propiciaban a José Antonio Errázuriz, como el personaje de mayor relieve y capacidad de su bando, muy tranquiló y ecuánime, que al fin electo, José Miguel Carrera, que pretendía imponer su voluntad en todas partes, consideraba a su pariente José Antonio de Errázuriz de tendencia realista y persona nada fácil de manejar, por lo que, después de largos y enconados litigios y atropellando todo principio le obligó a renunciar a su cargo de vicario capitular y nombró en su lugar al obispo Andreu, que le era incondicionalmente adepto.
En todos estos acontecimientos, don José Antonio de Errázuriz no perdió la serenidad. No era por cierto un realista acalorado, como lo suponía José Miguel Carrera, ni tampoco un exaltado patriota. Era un hombre de bien, de experiencia, prudente y sagaz, que no se alteraba por sucesos que consideraba pasajeros, y siguió una línea recta y verdaderamente patriota. Cuando salió del gobierno José Miguel Carrera, el Cabildo eclesiástico aprovechó la ausencia del obispo Andreu de los límites de su diócesis, lo que se podía considerar como la vacante de su cargo, para designar nuevamente a José Antonio de Errázuriz Madariaga, vicario capitular. El 17 de marzo de 1814 hasta el 7 de julio de 1814 fue elegido senador, en el Senado Consultivo, ejerciendo su presidencia en igual período.
Pero como luego ocurriese la Reconquista y el regreso del Obispo José Santiago Rodríguez Zorrilla de su destierro, Errázuriz se apresuró a renunciar a la Vicaria, quedando como simple Canónigo. Pasado Chacabuco, el 12 de febrero de 1817, José Santiago Rodríguez Zorrilla fue desterrado a Mendoza, y cuando más tarde, se le autorizó a regresar a Chile, advirtiéndosele que delegara todas sus facultades jurisdiccionales en persona que merezca la confianza del gobierno se apresuró en designar nuevamente vicario capitular a José Antonio de Errázuriz, por quien Bernardo O'Higgins sintió siempre que era José Antonio Errázuriz la persona venerable y estimada de todos. Su nombramiento emanaba de la voluntad del Obispo y se ajustaba en todo a los cánones, cesaban los temores y angustias de que muchos sufrían, durante la administración del gobernador José Ignacio Cienfuegos, impuesto por el poder civil. Una de las últimas actividades del Dean y vicario general, Errázuriz Madariaga, fue la aprobación con algunas reformas del Reglamento del Cementerio General dictado por Bernardo O'Higgins, pero su muerte ocurrida el 29 de octubre de 1821, le impidió asistir a la inauguración del nuevo campo Santo. 
José Antonio de Errázuriz fue el último Comisario del Santo Oficio en Chile, conjuntamente con don Judas Tadeo Reyes que era Receptor de Cuentas del Tribunal de la Inquisición. En estas tareas el Deán se desempeñó con el tacto y la equidad que le eran característicos.
El Congreso de 1811 suprimió la renta que se enviaba a Lima para incrementar sus finanzas. A pesar de los esfuerzos de don Judas Tadeo Reyes para convencer a Errázuriz que resistiera esta orden, se desentendió. Pronto las Cortes de Cádiz habían de eliminar el Tribunal y a pesar de que fue restablecido por Fernando VII, el Congreso liberal de 1820 en España lo suprimió definitivamente.

## Muerte
El sacerdote José Antonio de Errázuriz falleció el 29 de octubre de 1821, fue un hombre ilustrado, ecuánime, prudente e inspirada siempre en un noble propósito. Tocándole actuar en momentos dificilísimos en que el enardecimiento de las pasiones ahogaba muchas veces la voz de la cordura. Sin embargo, supo imponerse con gran sagacidad y su personalidad serena permite catalogarlo como un benemérito representante de la Iglesia chilena.
Algunos meses antes había otorgado poder para testar a su hermano Santiago de Errázuriz Madariaga. Designaba a este por albacea y en segundo lugar a su mujer doña Juana de Dios Elzo, bajo el parecer de Fernando Errázuriz Aldunate, su sobrino. Cumplieron estos su cometido, según lo declaró Santiago en su testamento, y se gastó en su entierro y limosnas $4.500.